# Kolkhoz
Kolkhoz (russisk: колхо́з, tr. kolkhoz; коллективное хозяйство, tr. kollektivnoje khozjajstv; dansk: ~ kollektivt landbrug) var kollektivbrug i det tidligere Sovjetunionen. Det første kolkhoz blev startet den 5. januar 1930. Medlemmerne i en kolkhoz blev kaldt for kolkhoznik og kolkhoznitsa (колхозник, fem. колхозница). 
Ordet er en sammentrækning af коллекти́вное хозя́йство oversættes gerne som "kollektivbrug". Kollektivjordbrug findes blandt andet i Israel (kibbutz), Kina og i visse lande i den tredje verden.

## Sovjetunionen
De første kolkhozer blev organiseret på initiativ af Stalin i begyndelsen af 1930'erne, og i 1936 var kollektiviseringen af landbruget stort set gennemført. Da arbejdede 90 % af Sovjetunionens bønder på 250.000 kolkhozer. Formelt var kollektivbruget en frivillig sammenslutning af bønder i en by eller en gruppe byer. Bønderne slog sig sammen og dyrkede jorden i fællesskab under en valgt komité ledet af en valgt formand. De enkelte familier beholdt et lille jordstykke omkring huset og nogle få dyr. I realiteten skete kollektiviseringen ofte under tvang. Medlemmerne i en kolkhoz fik som løn en del af gårdens totale indkomst i henhold til det antal dage, de arbejdede. I hvert distrikt indrettede staten en maskin- og traktorstation, MTS, der stillede maskiner med betjening til rådighed for kollektiverne mod betaling i penge eller varer. Hver kolkhoz var pålagt at levere en bestemt mængde jordbrugsvarer til staten til videre salg.
Gennem sammenlægninger og en vis overgang til statsdrift mindskedes antallet af kolkhozer. De statsejede "sovkhozer" disponerede i 1980'erne over større arealer end kollektivbrugene. MTS-erne nedlagdes efter 1959, og deres opgaver blev overtaget af kolkhozerne. I 1991 fandtes der 29.000 kollektivbrug i Sovjetunionen, og de nye republikker, der opstod efter Sovjetunionens opløsning, har i varierende grad privatiseret jorden.

## Østeuropa
I de Østeuropa blev kollektiviseringen gennemført efter 2. verdenskrig efter sovjetisk mønster med undtagelse af Polen, hvor jordbruget var overvejende privat. I 2014 meddelte Hvideruslands præsident Aleksandr Lukasjenko, at han agtede at indføre en ny lov, som forbyder arbejdere på kollektivjordbrug (cirka 9% af den totale arbejdsstyrke) at bytte arbejde og bosted uden tilladelse fra guvernøren. Loven sammenlignes med livegenskab af Lukasjenko selv.